# Tupiocoris killamae
Tupiocoris killamae är en insektsart som beskrevs av Schwartz och Samuel Hubbard Scudder 2003. Tupiocoris killamae ingår i släktet Tupiocoris och familjen ängsskinnbaggar. Inga underarter finns listade i Catalogue of Life.